# Anna Danesi
Anna Danesi (Brescia, 20 de abril de 1996) é uma voleibolista italiana, que atua na posição de central.

## Carreira
Ela começou a jogar vôlei aos cinco anos de idade, seguindo os passos de sua irmã mais velha. Depois de chegar ao setor juvenil do Amatori Orago, mudou-se para o de Villa Cortese por dois anos.
Na temporada 2013-14 jogou pelo Volleyrò, na Série B1, enquanto na temporada seguinte fez parte da seleção federal do Club Italia, onde jogou por dois anos, inicialmente na Série A2 e depois estreando na Série A1. Foi então contratada pelo Imoco na temporada 2016-17: permaneceu vinculada à equipe de Conegliano por três anos, durante os quais conquistou duas edições da Supercopa da Itália, uma Copa da Itália e dois campeonatos.
Para o campeonato 2019-20 transferiu-se para o Pro Victoria Monza por um período de três anos, vencendo a Copa CEV 2020-21: deixou o clube Brianza na temporada 2022-23, transferindo-se para o AGIL, com o qual venceu a Copa Desafio. Para a temporada 2024-25 retorna novamente ao Pro Victoria Monza, ainda na primeira divisão.

## Títulos

### Clubes
- Campeonato Italiano

2017–18, 2018–19
- Copa Itália

2016–17
- Supercopa Italiana

2016, 2018
- Copa CEV

2020–21
- Challenge Cup

2023–24

### Seleção
- Campeonato Europeu

2021
• Jogos olímpicos
2024

## Condecorações
Anna Danesi foi agraciada com a seguinte condecoração:
- Medalha da Ordem do Mérito da República Italiana.[6]